# Francesc Dalmases Cunill
Francesc Dalmases Cunill conegut familiarment coma "Kiku", Quico" o "Iku" (Terrassa, Vallès Occidental, 1957 - Dhaulagiri, Nepal, 1989) va ser un alpinista, escalador català.
Era fill de Joan Dalmases Casanovas i Rosa Maria Cunill Solà, i net de Josep Maria Cunill Postius, cap del Requetè de Catalunya durant els anys 1930.
Soci del Club Muntanyenc de Terrassa, és conegut per fer la primera escalada catalana en solitari i la primera hivernal a la cara nord de l'Eiger en tres ocasions. El 1980 destacaren les seves ascensions a les Dolomites. Entre el 1982 i el 1983 escalà diverses vies dels Écrins, del massís del Mont Blanc, dels massissos del Valais i les Dolomites. El 1985 formà part d'una expedició de Terrassa al Saipal al Nepal, i el 1986 escalà l'Alpamayo, el Quitaraju i el Cayesh, als Andes peruans. L'octubre del 1986 realitzà la primera ascensió estatal en solitari de la paret nord de l'Eiger, i el març del 1987 va fer la primera estatal hivernal amb Joan Cassola Coenders. A partir del juliol d'aquest mateix any fa una estada de sis mesos al Perú, realitzant una xifra superior als vint sismils, la majoria per rutes de dificultat. Entre aquests destaquen l'escalada al Huascarán Nord i al Ranrapalca. Durant uns anys va viure exiliat a l'estranger, entre Andorra i Suissa, declarat pròfug en negar-se a fer el servei militar obligatori. L'any 1989 organitzà la seva primera expedició a un vuit mil, al Dhaulagiri, juntament amb Jordi Canyameres. Desaparegué quan intentava fer el cim per la ruta txecoslovaca del 1984. El 1990 es va publicar pòstumament Alguns escrits i ressenya de l'expedició al Saipal de l'any 1985 i el 1993 La muntanya d'un somniador. Tres ascensions a la paret nord de l'Eiger, tots dos publicats després de la seva desaparició.